# اوپن ایبوک
اوپن ایبوک (به انگلیسی: Open eBook) (مخفف انگلیسی: OEB) که پیشتر تحت عنوان Open eBook Publication Structure شناخته می‌شد، یک فرمت موروثی برای کتاب‌های الکترونیک است که اکنون جای خود را به فرمت ای‌پاب داده است.

## نرم‌افزارها برای خواندن
- SoftBook
- Adobe Digital Editions